# Mistrzostwa świata w szachach 2012
| Uczestnicy meczu                                                     | Uczestnicy meczu                                              |
| -------------------------------------------------------------------- | ------------------------------------------------------------- |
|                                                                      |                                                               |
| Viswanathan Anand · Indie · obrońca tytułu · ur. 1969 · ranking 2791 | Borys Gelfand · Izrael · pretendent · ur. 1968 · ranking 2727 |
| Galeria Trietiakowska w Moskwie                                      |                                                               |

Mistrzostwa świata w szachach 2012 – mecz szachowy, rozegrany w jednym z budynków Galerii Trietiakowskiej w Moskwie w dniach od 10 do 31 maja 2012 roku, pomiędzy broniącym tytułu mistrza świata Viswanathanem Anandem z Indii, a pretendentem Borysem Gelfandem z Izraela.

## Zasady
Regulamin meczu przewidywał rozegranie 12 partii. Fundusz nagród wyniósł 2,55 mln dolarów. Viswanathan Anand bronił tytułu po zwycięstwie w 2010 r. nad Weselinem Topałowem, natomiast Borys Gelfand prawo do udziału w meczu o mistrzostwo świata zdobył wygrywając w 2011 r. w Kazaniu finałowy mecz pretendentów, w którym pokonał Aleksandra Griszczuka.
Zawodnicy rozgrywali partie klasycznym tempem: 120 minut na 40 posunięć, następnie 60 minut na 20 posunięć oraz 15 minut na dokończenie partii, poczynając od 61. posunięcia dodatkowo otrzymując 30 sekund po każdym wykonanym posunięciu. W przypadku remisu przewidziano dogrywkę, składającą się z 4 partii tempem szachów szybkich (25 minut na partię oraz 10 sekund bonifikaty po każdym wykonanym posunięciu). Jeśli w dalszym ciągu wynik spotykania pozostawał nierozstrzygnięty, zawodnicy mieli rozegrać dwie partie błyskawiczne (5 minut + 10 sekund po posunięciu), a jeśli i ta dogrywka nie zdecydowałaby o zwycięzcy, odbyłaby się ostatnia, decydująca partia, w której wylosowany jako pierwszy zawodnik wybierał kolor bierek, z tym że grający białymi otrzymywał 6, a czarnymi – 5 minut. Do ostatecznego zwycięstwa białe musiały jednak wygrać, a czarnym wystarczał remis.
Głównymi sponsorami meczu byli rosyjski milioner Andriej Fiłatow oraz firmy "Almaz-Antei" i "NVision Group".
Sędzią meczu był Aszot Wardapetjan z Armenii.

## Przebieg meczu
W przedmeczowych notowaniach większe szanse na zwycięstwo dawano obrońcy tytułu, za którym przemawiało większe doświadczenie w meczach rozgrywanych na najwyższym szczeblu, jak również bezpośredni bilans partii, który do rozpoczęcia meczu wynosił 18 – 17 dla Ananda (w szachach szybkich 17½ – 10½, natomiast w błyskawicznych 5 – 2). Zwracano również uwagę, iż ostatnie zwycięstwo Anand odniósł nad Gelfandem w 2006 r. w Wijk aan Zee, natomiast izraelski szachista po raz ostatni pokonał swojego przeciwnika aż 13 lat wcześniej, w 1993 r. w Biel (czyli 19 lat przed rozegraniem meczu). Za mistrzem świata przemawiał również wyższy ranking, a co za tym idzie wyższe miejsce na oficjalnej światowej liście Międzynarodowej Federacji Szachowej.
Pierwszych sześć partii zakończyło się (w większości po spokojnej grze) remisami, co potwierdziło bardzo dobre przygotowanie debiutowe obu stron. W 7. partii Gelfand zdobył po debiucie niewielką przewagę, którą, nie bez pomocy Ananda, zrealizował i objął prowadzenie 4 – 3. Jednak już w następnej partii popełnił w swoim czternastym posunięciu (14...Hf6??) rzadko spotykany na arcymistrzowskim poziomie błąd, po którym szybko poddał partię (była to najkrótsza partia w historii meczów o mistrzostwo świata), co doprowadziło do kolejnego remisu w meczu (4 – 4). Kolejne cztery partie zakończyły się remisami, zatem, zgodnie z regulaminem, o tytule mistrza świata zdecydowała dogrywka rozegrana tempem szachów szybkich, w której Anand pokonał Gelfanda 2½ – 1½ i zwyciężył w całym meczu.
Viswanathana Ananda wspierał dokładnie ten sam zespół arcymistrzów, co w meczu w Weselinem Topałowem w 2010 roku (Surya Ganguly, Rustam Kasimdżanow, Peter Heine Nielsen oraz Radosław Wojtaszek), natomiast w grupie współpracowników Borysa Gelfanda znaleźli się arcymistrzowie Ołeksandr Chuzman, Maxim Rodshtein oraz Pawło Eljanow.
| Partia   | Data    | Anand | Gelfand | ECO | Pos. | Wynik w meczu          |
| -------- | ------- | ----- | ------- | --- | ---- | ---------------------- |
| 1        | 11 maja | ½     | ½       | D85 | 24   | remis ½ – ½            |
| 2        | 12 maja | ½     | ½       | D45 | 25   | remis 1 – 1            |
| 3        | 14 maja | ½     | ½       | D70 | 37   | remis 1½ – 1½          |
| 4        | 15 maja | ½     | ½       | D45 | 34   | remis 2 – 2            |
| 5        | 17 maja | ½     | ½       | B33 | 27   | remis 2½ – 2½          |
| 6        | 18 maja | ½     | ½       | D45 | 27   | remis 3 – 3            |
| 7        | 20 maja | 0     | 1       | D45 | 38   | Gelfand prowadzi 4 – 3 |
| 8        | 21 maja | 1     | 0       | E60 | 17   | remis 4 – 4            |
| 9        | 23 maja | ½     | ½       | E54 | 49   | remis 4½ – 4½          |
| 10       | 24 maja | ½     | ½       | B30 | 25   | remis 5 – 5            |
| 11       | 26 maja | ½     | ½       | E54 | 24   | remis 5½ – 5½          |
| 12       | 28 maja | ½     | ½       | B30 | 22   | remis 6 – 6            |
| dogrywka | 30 maja | 2½    | 1½      |     |      | Anand wygrywa 8½ – 7½  |

## Zapisy partii

### partia 1.
1. Anand – Gelfand, obrona Grünfelda (D85)
1.d4 Sf6 2.c4 g6 3.Sc3 d5 4.Sf3 Gg7 5.cd5 S:d5 6.e4 S:c3 7.bc3 c5 8.Gb5+ Sc6 9.d5 Ha5 10.Wb1 a6 11.G:c6+ bc6 12.0-0 H:a2 13.Wb2 Ha5 14.d6 Wa7 15.Gg5 ed6 16.H:d6 Wd7 17.H:c6 Hc7 18.H:c7 W:c7 19.Gf4 Wb7 20.Wc2 0-0 21.Gd6 We8 22.Sd2 f5 23.f3 fe4 24.S:e4 Gf5 remis

### partia 2.
2. Gelfand – Anand, obrona słowiańska (D45)
1.d4 d5 2.c4 c6 3.Sc3 Sf6 4.e3 e6 5.Sf3 a6 6.b3 Gb4 7.Gd2 Sbd7 8.Gd3 0-0 9.0-0 Gd6 10.Wc1 e5 11.cd5 cd5 12.e4 de4 13.S:e4 S:e4 14.G:e4 Sf6 15.de5 S:e4 16.ed6 H:d6 17.Ge3 Gf5 18.H:d6 S:d6 19.Sd4 Wfe8 20.S:f5 S:f5 21.Gc5 h5 22.Wfd1 Wac8 23.Kf1 f6 24.Gb4 Kh7 25.Wc5 remis

### partia 3.
3. Anand – Gelfand, obrona Grünfelda (D70)
1.d4 Sf6 2.c4 g6 3.f3 d5 4.cd5 S:d5 5.e4 Sb6 6.Sc3 Gg7 7.Ge3 0-0 8.Hd2 e5 9.d5 c6 10.h4 cd5 11.ed5 S8d7 12.h5 Sf6 13.hg6 fg6 14.0-0-0 Gd7 15.Kb1 Wc8 16.Ka1 e4 17.Gd4 Sa4 18.Sge2 Ha5 19.S:e4 H:d2 20.S:f6+ W:f6 21.W:d2 Wf5 22.G:g7 K:g7 23.d6 Wfc5 24.Wd1 a5 25.Wh4 Wc2 26.b3 Sb2 27.Wb1 Sd3 28.Sd4 Wd2 29.G:d3 W:d3 30.We1 Wd2 31.Kb1 Gf5+ 32.S:f5+ gf5 33.We7+ Kg6 34.Wc7 We8 35.Wh1 Wee2 36.d7 Wb2+ 37.Kc1 W:a2 remis

### partia 4.
4. Gelfand – Anand, obrona słowiańska (D45)
1.d4 d5 2.c4 c6 3.Sc3 Sf6 4.e3 e6 5.Sf3 a6 6.b3 Gb4 7.Gd2 Sbd7 8.Gd3 0-0 9.0-0 Gd6 10.Hc2 e5 11.cd5 cd5 12.e4 ed4 13.S:d5 S:d5 14.ed5 Sf6 15.h3 Gd7 16.Wad1 We8 17.S:d4 Wc8 18.Hb1 h6 19.Sf5 G:f5 20.G:f5 Wc5 21.Wfe1 W:d5 22.Gc3 W:e1 23.W:e1 Gc5 24.Hc2 Gd4 25.G:d4 W:d4 26.Hc8 g6 27.Gg4 h5 28.H:d8 W:d8 29.Gf3 b6 30.Wc1 Wd6 31.Kf1 a5 32.Ke2 Sd5 33.g3 Se7 34.Ge4 Kg7 remis

### partia 5.
5. Anand – Gelfand, obrona sycylijska (B33)
1.e4 c5 2.Sf3 Sc6 3.d4 cd4 4.S:d4 Sf6 5.Sc3 e5 6.Sdb5 d6 7.Gg5 a6 8.Sa3 b5 9.Sd5 Ge7 10.G:f6 G:f6 11.c4 b4 12.Sc2 0-0 13.g3 a5 14.Gg2 Gg5 15.0-0 Ge6 16.Hd3 G:d5 17.cd5 Sb8 18.a3 Sa6 19.ab4 S:b4 20.S:b4 ab4 21.h4 Gh6 22.Gh3 Hb6 23.Gd7 b3 24.Gc6 Wa2 25.W:a2 ba2 26.Ha3 Wb8 27.H:a2 remis

### partia 6.
6. Gelfand – Anand, obrona słowiańska (D45)
1.d4 d5 2.c4 c6 3.Sc3 Sf6 4.e3 e6 5.Sf3 a6 6.Hc2 c5 7.cd5 ed5 8.Ge2 Ge6 9.0-0 Sc6 10.Wd1 cd4 11.S:d4 S:d4 12.W:d4 Gc5 13.Wd1 He7 14.Gf3 0-0 15.S:d5 G:d5 16.G:d5 S:d5 17.W:d5 Wac8 18.Gd2 G:e3 19.Gc3 Gb6 20.Hf5 He6 21.Hf3 f6 22.h4 Hc6 23.h5 Wfd8 24.W:d8+ W:d8 25.H:c6 bc6 26.We1 Kf7 27.g4 Gd4 remis

### partia 7.
7. Gelfand – Anand, obrona słowiańska (D45)
1.d4 d5 2.c4 c6 3.Sc3 Sf6 4.e3 e6 5.Sf3 a6 6.c5 Sbd7 7.Hc2 b6 8.cb6 S:b6 9.Gd2 c5 10.Wc1 cd4 11.ed4 Gd6 12.Gg5 0-0 13.Gd3 h6 4.Gh4 Gb7 15.0-0 Hb8 16.Gg3 Wc8 17.Qe2 G:g3 18.hg3 Hd6 19.Wc2 Sbd7 20.Wfc1 Wab8 21.Sa4 Se4 22.W:c8+ G:c8 23.Hc2 g5 24.Hc7 H:c7 25.W:c7 f6 26.G:e4 de4 27.Sd2 f5 28.Sc4 Sf6 29.Sc5 Sd5 30.Wa7 Sb4 31.Se5 Sc2 32.Sc6 W:b2 33.Wc7 Wb1+ 34.Kh2 e3 35.W:c8+ Kh7 36.Wc7+ Kh8 37.Se5 e2 38.S:e6 1 – 0

### partia 8.
8. Anand – Gelfand, obrona królewsko-indyjska (E60)
1.d4 Sf6 2.c4 g6 3.f3 c5 4.d5 d6 5.e4 Gg7 6.Se2 0-0 7.Sec3 Sh5 8.Gg5 Gf6 9.G:f6 ef6 10.Hd2 f5 11.ef5 G:f5 12.g4 We8+ 13.Kd1 G:b1 14.W:b1 Hf6 15.gh5 H:f3+ 16.Kc2 H:h1 17.Hf2 1 – 0

### partia 9.
9. Gelfand – Anand, obrona Nimzowitscha (E54)
1.d4 Sf6 2.c4 e6 3.Sc3 Gb4 4.e3 0-0 5.Gd3 d5 6.Sf3 c5 7.0-0 dc4 8.G:c4 cd4 9.ed4 b6 10.Gg5 Gb7 11.He2 Sbd7 12.Wac1 Wc8 13.Gd3 G:c3 14.bc3 Hc7 15.c4 G:f3 16.H:f3 Wfe8 17.Wfd1 h6 18.Gh4 Hd6 19.c5 bc5 20.dc5 W:c5 21.Gh7+ K:h7 22.W:d6 W:c1+ 23.Wd1 Wec8 24.h3 Se5 25.He2 Sg6 26.G:f6 gf6 27.W:c1 W:c1+ 28.Kh2 Wc7 29.Hb2 Kg7 30.a4 Se7 31.a5 Sd5 32.a6 Kh7 33.Hd4 f5 34.f4 Wd7 35.Kg3 Kg6 36.Hh8 Sf6 37.Hb8 h5 38.Kh4 Kh6 39.Hb2 Kg6 40.Hc3 Se4 41.Hc8 Sf6 42.Hb8 We7 43.g4 hg4 44.hg4 fg4 45.He5 Sg8 46.Hg5+ Kh7 47.H:g7 f6 48.Hg2 49.He4 Kg7 remis

### partia 10.
10. Anand – Gelfand, obrona sycylijska (B30)
1.e4 c5 2.Sf3 Sc6 3.Gb5 e6 4.G:c6 bc6 5.b3 e5 6.S:e5 He7 7.Gb2 d6 8.Sc4 d5 9.Se3 d4 10.Sc4 H:e4 11.He2 H:e2+ 12.K:e2 Ge6 13.d3 Sf6 14.Sbd2 0-0-0 15.Whe1 Ge7 16.Kf1 Whe8 17.Ga3 Sd5 18.Se4 Sb4 19.We2 G:c4 20.bc4 f5 21.G:b4 cb4 22.Sd2 Gd6 23.W:e8 W:e8 24.Sb3 c5 25.a3 remis

### partia 11.
11.Gelfand – Anand, obrona Nimzowitscha (E54)
1.d4 Sf6 2.c4 e6 3.Sc3 Gb4 4.e3 0-0 5.Gd3 d5 6.Sf3 c5 7.0-0 dc4 8.G:c4 Gd7 9.a3 Ga5 10.He2 Gc6 11.Wd1 G:c3 12.bc3 Sbd7 13.Gd3 Ha5 14.c4 cd4 15.ed4 Hh5 16.Gf4 Wac8 17.Se5 H:e2 18.G:e2 S:e5 19.G:e5 Wfd8 20.a4 Se4 21.Wd3 f6 22.Gf4 Ge8 23.Wb3 W:d4 24.Ge3 Wd7 remis

### partia 12.
12. Anand – Gelfand, obrona sycylijska (B30)
1.e4 c5 2.Sf3 Sc6 3.Gb5 e6 4.G:c6  bc6 5.d3 Se7 6.b3 d6 7.e5 Sg6 8.h4 S:e5 9.S:e5 de5 10.Sd2 c4 11.S:c4 Ga6 12.Hf3 Hd5 13.H:d5 cd5 14.S:e5 f6 15.Sf3 e5 16.0-0 Kf7 17.c4 Ge7 18.Ge3 Gb7 19.cd5 G:d5 20.Wfc1 a5 21.Gc5 Whd8 22.G:e7 remis

### dogrywka
13. Gelfand – Anand, gambit hetmański (D45)
1.d4 d5 2.c4 c6 3.Sc3 Sf6 4.e3 e6 5.Sf3 Sbd7 6.Hc2 Gd6 7.Gd3 O-O 8.O-O e5 9.cd5 cd5 10.e4 ed4 11.S:d5 S:d5 12.ed5 h6 13.b3 Se5 14.S:e5 G:e5 15.We1 We8 16.Gb2 Gd7 17.Hd2 Hf6 18.g3 Wac8 19.a4 Hf3 20.Ge4 H:b3 21.Web1 G:g3 22.Wa3 Hb6 23.G:d4 G:h2+ 24.K:h2 Hd6+ 25.Wg3 W:e4 26.G:g7 Kh7 27.W:b7 Wg8 28.H:h6+ H:h6+ 29.G:h6 W:g3 30.K:g3 Gc8 31.Wc7 K:h6 32.W:c8 W:a4 remis
14. Anand – Gelfand, obrona sycylijska (B30)
1.e4 c5 2.Sf3 Sc6 3.Gb5 e6 4.G:c6 bc6 5.b3 e5 6.S:e5 He7 7.d4 d6 8.S:c6 H:e4+ 9.He2 H:e2+ 10.K:e2 Gb7 11.Sa5 G:g2 12.Wg1 Gh3 13.dc5 dc5 14.Sc3 O-O-O 15.Gf4 Gd6 16.G:d6 W:d6 17.Wg5 Sf6 18.W:c5+ Kb8 19.Sc4 We8+ 20.Se3 Sg4 21.Scd5 S:e3 22.S:e3 Gg4+ 23.f3 Gc8 24.We1 Wh6 25.Wh1 Whe6 26.Wc3 f5 27.Kd2 f4 28.Sd5 g5 29.Wd3 We2+ 30.Kc1 Wf2 31.h4 Wee2 32.Wc3 Gb7 33.Wd1 gh4 34.S:f4 We8 35.Wh1 Wc8 36.W:c8+ G:c8 37.W:h4 Gf5 38.Wh5 G:c2 39.Wb5+ Ka8 40.Sd5 a6 41.Wa5 Kb7 42.Sb4 Gg6 43.S:a6 W:f3 44.Sc5+ Kb6 45.b4 Wf4 46.a3 Wg4 47.Kd2 h5 48.Sd7+ Kb7 49.Se5 Wg2+ 50.Kc3 Ge8 51.Sd3 h4 52.We5 Gg6 53.Sf4 Wg3+ 54.Kd4 Gc2 55.Wh5 W:a3 56.W:h4 Wg3 57.Sd5 Wg5 58.b5 Gf5 59.Wh6 Gg4 60.Wf6 Wf5 61.Wb6+ Ka7 62.Wg6 Gf3 63.Wg7+ Kb8 64.Sc3 Gb7 65.Kc4 Gf3 66.Kb4 Gd5 67.Sa4 Wf7 68.Wg5 Gf3 69.Sc5 Kc7 70.Wg6 Kd8 71.Ka5 Wf5 72.Se6+ Kc8 73.Sd4 Wf8 74.S:f3 W:f3 75.Kb6 Wb3 76.Wg8+ Kd7 77.Wb8 1–0
15. Gelfand – Anand, obrona słowiańska (D12)
1.d4 d5 2.c4 c6 3.Sf3 Sf6 4.e3 Gf5 5.Sc3 e6 6.Sh4 Gg6 7.S:g6 hg6 8.Gd3 SGd7 9.O-O Gd6 10.h3 O-O 11.Hc2 He7 12.Wd1 Wac8 13.c5 Gg8 14.f4 Se8 15.g4 g5 16.Wg1 f5 17.g5 gf4 18.ef4 Sef6 19.G:c6 G:c6 20.Ga6 Wc7 21.Ge3 Se4 22.Wg2 g5 23.Wdg1 gf4 24.G:f4 e5 25.G:e5 S:e5 26.W:g8 Sg6 27.S:e4 fe4 28.Hf2 Hg7 29.Kh2 Wcf7 30.Hg3 Sf4 31.W8g3 H:g3+ 32.W:g3+ Kh7 33.Wd1 Se6 34.Ge2 Wf2 35.Gg4 Sf4 36.Wg1 Wf7 37.Wg8 W:a2 38.Wc8 e3 39.W:e3 W:g2+ 40.Kh1 Wd2 41.W:c6 Se6 42.Wf3 W:f3 43.G:f3 S:d4 44.Wc7+ Kh6 45.G:d5 Wc2 46.Ge4 Wc3 47.Kg2 Kg5 48.Kh2 Sf3+ 49.G:f3 W:f3 50.W:a7 Wc3 51.Wc7 Kf5 52.53.c6 Ke6 54.h4 Kd6 55.Kc8 Wa3 56.Kh2 Wa3 57.Kg2 We3 58.h5 We5 59.h6 Wh5 60.Wh8 K:c6 61.Wh7 Kd6 62.Kg3 Ke6 63.Kg4 Wh1 remis
16. Anand – Gelfand, obrona sycylijska (B51)
1.e4 c5 2.Sf3 d6 3.Gb5+ Sd7 4.d4 Sgf6 5.e5 Ha5+ 6.Sc3 Se4 7.Gd2 S:c3 8.G:d7+ G:d7 9.G:c3 Ha6 10.ed6 ed6 11.He2+ H:e2+ 12.K:e2 f6 13.b3 Gb5+ 14.Kd2 Gc6 15.Wad1 Kf7 16.Kc1 Ge7 17.d5 Gd7 18.Gb2 b5 19.Sd2 a5 20.Whe1 Whe8 21.We3 f5 22.Wde1 g5 23.c4 b4 24.g3 Gf8 25.W:e8 G:e8 26.Sf3 Kg6 27.We6+ Kh5 28.h3 Gf7 29.Wf6 Gg6 30.We6 We8 31.Gf6 g4 32.hg4+ K:g4 33.Sh2+ Kh3 34.Sf3 f4 35.gf4 Kg4 36.Sg5 Wa8 37.We3 Kf5 38.Gb2 a4 39.Se6 Gh6 40.Wh3 G:f4+ 41.S:f4 K:f4 42.Gf6 Wa7 43.We3 Ge4 44.Gh4 ab3 45.Gg3+ Kf5 46.ab3 Wa1+ 47.Kd2 Wa2+ 48.Ke1 Wa6 49.f3 Gb1 50.Kd2 h5 51.Kc1 h4 52.G:h4 Kf4 53.Gg5+ K:g5 54.K:b1 Kf4 55.We6 K:f3 56.Kb2 remis